# NGC 4482
NGC 4482 (również IC 3427, PGC 41272 lub UGC 7640) – galaktyka eliptyczna (E), znajdująca się w gwiazdozbiorze Panny. Odkrył ją William Herschel 15 marca 1784 roku. Należy do Gromady w Pannie.